# 2007 PS45
2007 PS45, também escrito como 2007 PS45, é um objeto transnetuniano que está localizado no Cinturão de Kuiper, uma região do Sistema Solar. Ele possui uma magnitude absoluta de 5,5 e tem um diâmetro estimado de cerca de 350 km. O astrônomo Mike Brown lista este corpo celeste em sua página na internet como um candidato a possível planeta anão.

## Descoberta
2007 PS45 foi descoberto no dia 12 de agosto de 2007.

## Órbita
A órbita de 2007 PS45 tem uma excentricidade de 0,191 e possui um semieixo maior de 47,088 UA. O seu periélio leva o mesmo a uma distância de 38,106 UA em relação ao Sol e seu afélio a 56,070 UA.